# Comuna Oleksandrivka, Dolînska
Oleksandrivka (în ucraineană Олександрівка) este o comună în raionul Dolînska, regiunea Kirovohrad, Ucraina, formată din satele Novomîhailivka, Novoșevcenkove și Oleksandrivka (reședința).

## Demografie
Componența lingvistică a comunei Oleksandrivka
     Ucraineană (95,95%)
     Rusă (2,24%)
     Alte limbi (1,55%)
Conform recensământului din 2001, majoritatea populației comunei Oleksandrivka era vorbitoare de ucraineană (95,95%), existând în minoritate și vorbitori de rusă (2,24%).